# Ferrari Challenge Trofeo Pirelli
Il Ferrari Challenge Trofeo Pirelli è un campionato monomarca creato nel 1993 dalla casa automobilistica italiana Ferrari. Tutte le auto sono equipaggiate con pneumatici Pirelli.
Il trofeo si divide in quattro serie distinte su base geografica: la serie Europe, la serie North America, la serie United Kingdom e la serie Japan. I campionati prevedono quattro diverse classi: Pirelli, Pirelli-Am, Shell, Shell-AM.
Nel corso di oltre trent’anni di storia il campionato monomarca ha avuto come protagoniste otto vetture della Casa di Maranello: oltre alla Ferrari 348 Challenge, la Ferrari F355 Challenge (debutto nel 1995), la Ferrari 360 Challenge (dal 2000), la Ferrari F430 Challenge (dal 2006), la Ferrari 458 Challenge (dal 2011) e la 458 Challenge Evo (dal 2014), la Ferrari 488 Challenge (dal 2017), la 488 Challenge Evo (dal 2020) e la 296 Challenge dal 2024. 

## Vetture
- 348 Challenge (1993-1996)
- F355 Challenge (1995-2000)
- 360 Challenge (2000-2006)
- F430 Challenge (2006-2011)
- 458 Challenge (2011-2013)
- 458 Challenge EVO (2014-2016)
- 488 Challenge (2017-)
- 488 Challenge EVO (2020-)
- 296 Challenge (2024-)

## Finali Mondiali
Dal 2013, le principali serie del Ferrari Challenge si sono unite per ospitare un evento comune, le Finali Mondiali per tutti i campionati. Questo evento culmina in una gara che vede protagonisti il maggior numero possibile di concorrenti di tutte le serie sia nel Trofeo Pirelli che nella Coppa Shell. La seguente tabella rappresenta i vincitori di ogni evento:
| Anno | Circuito                              | Trofeo Pirelli                                    | Coppa Shell                                   |
| ---- | ------------------------------------- | ------------------------------------------------- | --------------------------------------------- |
| 2013 | Autodromo internazionale del Mugello  | Pro: Philipp Baron                                | Am: Giosue Rizzuto                            |
| 2014 | Circuito di Yas Marina                | Pro: Max Blancardi Pro-Am: Ricardo Pérez de Lara  | Am: Massimiliano Bianchi                      |
| 2015 | Autodromo internazionale del Mugello  | Pro: Matteo Santoponte Pro-Am: Alessandro Vezzoni | Am: Erich Prinoth                             |
| 2016 | Daytona International Speedway        | Pro: Carlos Kauffman Pro-Am: Sam Smeeth           | Am: Thomas Löfflad                            |
| 2017 | Autodromo internazionale del Mugello  | Pro: Fabio Leimer Pro-Am: Jens Liebhauser         | Am: Johnny Laursen                            |
| 2018 | Autodromo Nazionale Monza             | Pro: Nicklas Nielsen Pro-Am: Fabienne Wohlwend    | Pro-Am: Christophe Hurni Am: Ingvar Mattsson  |
| 2019 | Autodromo internazionale del Mugello  | Pro: Adam Carroll Pro-Am: Emanuele-Maria Tabacchi | Pro-Am: James Weiland Am: Ingvar Mattsson     |
| 2020 | Misano World Circuit Marco Simoncelli | Pro: Florian Merckx Pro-Am: Han Sikkens           | Pro-Am: Roger Grouwels Am: Michael Simoncić   |
| 2021 | Autodromo internazionale del Mugello  | Pro: Luka Nurmi Pro-Am: Christian Brunsborg       | Pro-Am: Ernst Kirchmayr Am: Peter Christensen |
| 2022 | Autodromo Enzo e Dino Ferrari         |                                                   |                                               |

## Simulatori di corse basati sulla serie
Nel 1999, il produttore di Sega Yu Suzuki ha creato Ferrari F355 Challenge: Passione Rossa, un videogioco basato sulla serie Ferrari F355 Challenge.
Nel 2008, Mark Cale di System 3 ha creato Ferrari Challenge: Trofeo Pirelli, il gioco ufficiale del Ferrari Challenge con la Ferrari F430 Challenge con licenza serie italiana, europea e nordamericana 2007.
Nel 2012, Ferrari Challenge è apparso in Test Drive: Ferrari Legends.